# Sprockhövel
Sprockhövel är en stad i Ennepe-Ruhr-Kreis i Regierungsbezirk Arnsberg i förbundslandet Nordrhein-Westfalen i Tyskland.